# Prototheca
Prototheca — рід хлорелових водоростей, які перейшли до паразитизму і втратили здатність до фотосинтезу. Вперше описані Крюгером 1894 року
Спричиняють інфекційні мастити у великої рогатої худоби.

## Класифікація
Крюгер класифікував їх як гриби. 
1966 року їх перекласифікували як водорості. 1979 року класифікували до зелених водоростей. 
У 1980-му рід перекласифікували до хлорелових.   